# Рокка, Луис
Лу́ис Ро́кка (англ. Louis Rocca; сентябрь-декабрь 1882, Манчестер, Великобритания — 13 июня 1950) — англичанин итальянского происхождения, сыгравший важнейшую роль в истории футбольного клуба «Манчестер Юнайтед». Работал в клубе на разных должностях с 1890-х до 1940-х годов. Известен тем, что в 1945 году пригласил на должность главного тренера «Юнайтед» Мэтта Басби, под руководством которого клуб добился больших успехов.

## Ранние годы
Луис родился в семье итальянцев Луиса Рокки (старшего) и его жены Мэри, переехавших в Англию в начале 1870-х годов и впоследствии основавших бизнес по продаже мороженого в Ньютон-Хит, районе Манчестера. В 1890 году Рокка начал работать в местном клубе «Ньютон Хит» в качестве разносчика чая на домашнем стадионе команды «Бэнк Стрит». Провёл несколько матчей за резервную команду клуба.

## «Манчестер Юнайтед»
В 1902 году футбольный клуб «Ньютон Хит» испытывал серьёзные финансовые затруднения, но был спасён от банкротства местным пивоваром Джоном Генри Дейвисом. Он решил сменить клубные цвета с зелёного и золотого на красно-белые, а также изменить название команды. Для определения нового названия было проведено специальное собрание, на котором присутствовали руководители клуба и болельщики. Оно состоялось 26 апреля 1902 года; среди присутствовавших был и Луис Рокка. Были предложены варианты «Манчестер Селтик» и «Манчестер Сентрал», но они были отвергнуты: первое — как «слишком шотландское», а второе — как «слишком заводское». Тогда Рокка предложил название «Манчестер Юнайтед». Документальных свидетельств, что именно он является автором этого варианта, не существует, но Рокка до конца жизни утверждал, что название «Манчестер Юнайтед» придумал именно он.

## Помощник менеджера и Джеймс Гибсон
С годами Рокка стал главным «координатором» в клубе. Если было необходимо сделать что-то для клуба — этим занимался Луис, пока, в 1931 году, не было решено повысить уровень его ответственности в клубе, назначив на пост ассистента только что назначенного менеджера Уолтера Крикмера.
В то время в клубе снова были финансовые проблемы, так что Луису было необходимо найти инвесторов и он обратился к Джеймсу Гибсону, пайщику фирмы Briggs, Jones and Gibson, которая выпускала армейскую униформу. Гибсон очень гордился своим манчестерским происхождением и не желал видеть, как такая важная часть города, как «Манчестер Юнайтед», исчезает. Поэтому, когда Уолтер Крикмер нанёс Гибсону визит, ему не пришлось долго убеждать последнего инвестировать в клуб 2000 фунтов. Бизнесмен пообещал дополнительные инвестиции, если кто-то ещё из предпринимателей поддержит его своими вложениями.

## Главный скаут клуба
Так как денег на покупку было немного, Джеймс Гибсон, ставший после своих вложений президентом и председателем в «Манчестер Юнайтед», решил создать прообраз нынешней академии «Юнайтед» — молодёжный атлетический клуб «Манчестер Юнайтед» (Manchester United Junior Athletic Club). Молодёжный клуб был создан для того, чтобы находить и развивать юных талантливых футболистов для основного состава. Луис Рокка стал главным скаутом в клубе. Он создал скаутскую сеть, используя свои связи в католической церкви: в частности, скаутами были католические священники.
Среди наиболее известных игроков, которых обнаружил Рокка в качестве скаута, выделяются Джонни Кэри и Стэн Пирсон. Пирсон был местным парнем, которого Рокка привёл в клуб в 16-летнем возрасте и подписал с ним контракт 1 декабря 1935 года, а Кэри был уроженцем Дублина. На самом деле, Луис ездил в Ирландию, чтобы подписать другого игрока, но там был настолько впечатлен Кэри, что сразу же подписал его за 250 фунтов.

## Мэтт Басби
В 1932 году главным тренером в «Юнайтед» был назначен Скотт Дункан, а Крикмер и Рокка вернулись к выполнению своей прежней работы. Так продолжалось до 1937 года, когда Дункан был уволен и все вновь вернулись к своим прежним обязанностям. На этих должностях Крикмер и Рокка пробыли два года, прежде чем началась Вторая мировая война. После войны руководство «Юнайтед» решило, что должен быть назначен новый постоянный менеджер и Рокка знал такого человека. В 1930 году Рокка пытался подписать крайнего полузащитника «Манчестер Сити» Мэтта Басби в «Юнайтед», но клуб не мог выплатить его трансферную стоимость в размере 150 фунтов.
Однако Рокка и Басби поддерживали отношения, так как оба состояли в Католическом спортивном клубе Манчестера. И когда Рокка узнал, что Басби предложили должность главного тренера в «Ливерпуле», он незамедлительно написал ему письмо (адресованное в его войсковую часть, чтобы письмо не перехватили сотрудники администрации «Ливерпуля»), в котором проинформировал о возможности работать в «Манчестер Юнайтед». Басби приехал на завод Гибсона «Траффорд Парк» в феврале 1945 года с официальным запросом, где потребовал беспрецедентный контроль над футбольной командой. Рокка уверил председателя клуба Джеймса Гибсона, что шотландец был именно тем человеком, который нужен команде, и в тот же день контракт был подписан.

## Последние годы жизни
В первые годы работы Мэтта Басби «Манчестер Юнайтед» был укомплектован игроками, собранными Луисом Роккой и его скаутской системой. В 1948 году его труды были вознаграждены: футболисты выиграли Кубок Англии. В той команде Кромптон, Астон, Андерсон, Моррис, Пирсон и Миттен — все прошли через академию клуба. Это достижение стало его последним вкладом в клубную историю за более чем 50 лет работы. Луис Рокка умер в 1950 году. Тем не менее, его работа продолжилась, и Армстронг был назначен главным скаутом клуба. Так же, как и Рокка, он продолжал поиски юных талантов в Манчестере и по всей северо-восточной Англии, где в 1953 году обнаружил 15-летнего Бобби Чарльтона.

## Кубок Луиса Рокки
В 2005 году в честь Луиса Рокки был проведен матч между «Парнями Солфорда» и «Парнями Глазго» (Salford Boys vs Glasgow Boys). Художник из Солфорда Харольд Райли был инициатором матча, названного «Кубок Луиса Рокки» и даже сам принял в нём участие, а Алекс Фергюсон убедил Nike по этому случаю предоставить комплекты формы обеим командам. Были сыграны две игры: одна между взрослыми командами, а другая — между юношескими. Команда из Глазго выиграла оба матча, первый со счётом 1:0 (взрослые), а второй со счётом 5:4 (юноши).